# Halictus mordax
Halictus mordax är en biart som beskrevs av Blüthgen 1923. Halictus mordax ingår i släktet bandbin, och familjen vägbin. Inga underarter finns listade i Catalogue of Life.